# Lecco Calcio 1976-1977
Questa pagina raccoglie le informazioni riguardanti il Lecco Calcio S.p.a. nelle competizioni ufficiali della stagione 1976-1977.

## Stagione
Sempre affidato a Oscar Massei il Lecco disputa un buon campionato, il girone A si dimostra un torneo con una concorrenza alta e qualificata, i lariani si piazzano al quarto posto con 44 punti, dietro alla promossa Cremonese, all'Udinese ed al Treviso. Arriva a Lecco via Inter l'attaccante Evert Skoglund figlio di Lennart Skoglund svedese in forza all'Inter negli anni Cinquanta. Miglior marcatore stagionale con un bottino di 17 reti è Maurizio Zandegù, delle quali 10 in campionato, 2 in Coppa Italia e 5 nel Torneo Anglo-Italiano.
Ma l'impresa di stagione la compiono nella Coppa Italia di Serie C, dove i ragazzi di Oscar Massei costruiscono un autentico capolavoro. Vincono il girone di qualificazione prima del campionato, poi collezionano una serie di vittime illustri nel doppio turno eliminatorio, nell'ordine Piacenza, Parma, Udinese ed Alessandria. Nella finale giocata a Lecco il 19 giugno 1977 si impongono sui toscani della Sangiovannese (2-1), iscrivendo il Lecco nell'Albo d'Oro della manifestazione.
In questa stagione di grazia il successo nella Coppa Italia viene bissato dieci giorni dopo, sempre al Rigamonti, nella finale del Torneo Anglo-Italiano dove i bluceleste battono gli inglesi del Bath City (3-0). Un torneo con dodici formazioni sei italiane e sei inglesi, del terzo livello calcistico dei due paesi.

## Rosa
| N. |                   | Ruolo | Calciatore         |
| -- | ----------------- | ----- | ------------------ |
|    | Italia (bandiera) | C     | Renato Acanfora    |
|    | Italia (bandiera) | D     | Gilberto Bonini    |
|    | Italia (bandiera) | D     | Daniele Cerletti   |
|    | Italia (bandiera) | A     | Fabio Corti        |
|    | Italia (bandiera) | A     | Gianni De Rosa     |
|    | Italia (bandiera) | D     | Adelio Filacchione |
|    | Italia (bandiera) | A     | Giuseppe Galluzzo  |
|    | Italia (bandiera) | C     | Cristoforo Gandini |
|    | Italia (bandiera) | D     | Paolo Gustinetti   |
|    | Italia (bandiera) | C     | Luciano Magni      |
|    | Italia (bandiera) | A     | Antonino Marchese  |

| N. |                   | Ruolo | Calciatore           |
| -- | ----------------- | ----- | -------------------- |
|    | Italia (bandiera) | A     | Angelo Marchi        |
|    | Italia (bandiera) | P     | Gilberto Martignoni  |
|    | Italia (bandiera) |       | Massei               |
|    | Italia (bandiera) | P     | Francesco Navazzotti |
|    | Italia (bandiera) | C     | Potito Pota          |
|    | Italia (bandiera) | A     | Giampiero Pozzoli    |
|    | Italia (bandiera) | D     | Gabriele Ratti       |
|    | Italia (bandiera) | D     | Roberto Santi        |
|    | Italia (bandiera) | C     | Evert Skoglund       |
|    | Italia (bandiera) | D     | Piero Volpi          |
|    | Italia (bandiera) | A     | Maurizio Zandegù     |

## Risultati

### Serie C girone A

#### Girone di andata
| Arbitro: | Armienti (Bologna) |

|  |           |                          |
|  | Marcatori | 35’ Skoglund 77’ Zandegù |

| Arbitro: | Materassi (Firenze) |

|                           |           |  |
| Filacchione 85’ Corti 90’ | Marcatori |  |

| Arbitro: | Castaldi (Vasto) |

|             |           |                         |
| Luciani 29’ | Marcatori | 1’ Zandegù 23’ Skoglund |

| Arbitro: | Colasanti (Roma) |

|                                          |           |  |
| Pasinato 43’ Tesser 69’ Santi 72’ (aut.) | Marcatori |  |

| Lecco 10 ottobre 1976 5ª giornata | Lecco            | 0 – 0 | Cremonese | Stadio Mario Rigamonti\| Arbitro: \| Paparesta (Bari) \| |
| Arbitro:                          | Paparesta (Bari) |       |           |                                                          |

| Arbitro: | Materassi (Firenze) |

|              |           |                         |
| Vianello 72’ | Marcatori | 41’ Pozzoli 77’ Zandegù |

| Arbitro: | Gazzari (Macerata) |

|                        |           |  |
| Bonini 49’ Zandegù 98’ | Marcatori |  |

| Arbitro: | Sancini (Bologna) |

|            |           |             |
| Bosani 53’ | Marcatori | 78’ Zandegù |

| Arbitro: | Castaldi (Vasto) |

|                          |           |  |
| Skoglund 17’ Pozzoli 70’ | Marcatori |  |

| Arbitro: | Redini (Pisa) |

|                                |           |  |
| Marella 23’ (rig.) Ascagni 77’ | Marcatori |  |

| Arbitro: | Lanese (Messina) |

|                                           |           |  |
| Zandegù 8’ Acanfora 32’ (rig.) Marchi 84’ | Marcatori |  |

| Udine 28 novembre 1976 12ª giornata | Udinese          | 0 – 0 | Lecco | Stadio Friuli\| Arbitro: \| D'Elia (Salerno) \| |
| Arbitro:                            | D'Elia (Salerno) |       |       |                                                 |

| Arbitro: | Tani (Livorno) |

|                              |           |  |
| Filacchione 43’ Acanfora 53’ | Marcatori |  |

| Arbitro: | Panzino (Catanzaro) |

|                                                  |           |  |
| Zandegù 9’ Pota 75’ Skoglund 81’ Filacchione 89’ | Marcatori |  |

| Arbitro: | Paparesta (Bari) |

|              |           |  |
| Gottardo 77’ | Marcatori |  |

| Arbitro: | Patrussi (Arezzo) |

|                 |           |             |
| Filacchione 46’ | Marcatori | 59’ Balocco |

| Padova 9 gennaio 1977 17ª giornata | Padova           | 0 – 0 | Lecco | Stadio Silvio Appiani\| Arbitro: \| Lanese (Messina) \| |
| Arbitro:                           | Lanese (Messina) |       |       |                                                         |

| Arbitro: | D'Elia (Salerno) |

|                                             |           |  |
| Acanfora 59’ (rig.), 62’ Zandegù 88’ (rig.) | Marcatori |  |

| Trieste 23 gennaio 1977 19ª giornata | Triestina             | 0 – 0 | Lecco | Stadio Giuseppe Grezar\| Arbitro: \| Ballerini (La Spezia) \| |
| Arbitro:                             | Ballerini (La Spezia) |       |       |                                                               |

#### Girone di ritorno
| Arbitro: | Sancini (Bologna) |

|                                  |           |  |
| Acanfora 15’ (rig.) Skoglund 73’ | Marcatori |  |

| Arbitro: | Lanzetti (Viterbo) |

|                   |           |  |
| Frigerio 42’, 86’ | Marcatori |  |

| Arbitro: | Redini (Pisa) |

|  |           |                          |
|  | Marcatori | 24’ Tilotta 63’ Rampanti |

| Arbitro: | Colasanti (Roma) |

|           |           |  |
| Corti 43’ | Marcatori |  |

| Arbitro: | Lanzafame (Taranto) |

|              |           |  |
| Nicolini 18’ | Marcatori |  |

| Arbitro: | Corigliano (Crotone) |

|                      |           |  |
| Magni 72’ Marchi 79’ | Marcatori |  |

| Arbitro: | Castaldi (Vasto) |

|                        |           |  |
| Ballabio 19’ Canzi 30’ | Marcatori |  |

| Arbitro: | Marino (Genova) |

|                 |           |  |
| Filacchione 62’ | Marcatori |  |

| Arbitro: | Prato (Lecce) |

|                                  |           |  |
| Fumagalli 3’, 85’ Bercellino 33’ | Marcatori |  |

| Lecco 3 aprile 1977 29ª giornata | Lecco                       | 0 – 0 | Juniorcasale | Stadio Mario Rigamonti\| Arbitro: \| Esposito (Torre Annunziata) \| |
| Arbitro:                         | Esposito (Torre Annunziata) |       |              |                                                                     |

| Arbitro: | Pieroni (Fabriano) |

|                             |           |              |
| Mazzoleri 70’ Algarotti 89’ | Marcatori | 53’ Acanfora |

| Arbitro: | Tani (Livorno) |

|            |           |           |
| Marchi 13’ | Marcatori | 7’ Basili |

| Arbitro: | Esposito (Torre Annunziata) |

|            |           |  |
| D'Urso 88’ | Marcatori |  |

| Arbitro: | Pirandola (Lecce) |

|                              |           |                 |
| Ghidoni 20’ Volpi 48’ (aut.) | Marcatori | 25’ Filacchione |

| Arbitro: | Chiri (Mantova) |

|                                    |           |           |
| Corti 6’ Pota 46’ Mutti 72’ (aut.) | Marcatori | 16’ Righi |

| Vercelli 22 maggio 1977 35ª giornata | Pro Vercelli     | 0 – 0 | Lecco | Stadio Leonida Robbiano\| Arbitro: \| Adamu (Cagliari) \| |
| Arbitro:                             | Adamu (Cagliari) |       |       |                                                           |

| Arbitro: | Sancini (Bologna) |

|           |           |              |
| Corti 23’ | Marcatori | 18’ Mocellin |

| Arbitro: | Facchin (Udine) |

|  |           |             |
|  | Marcatori | 50’ Zandegù |

| Arbitro: | Armienti (Imola) |

|                                     |           |                   |
| Zandegù 16’ Marchi 41’ Galluzzo 72’ | Marcatori | 35’ (rig.) Zanini |

### Coppa Italia Semipro

#### 13º Girone
| Arbitro: | Suzzi (Monfalcone) |

|  |           |                       |
|  | Marcatori | 26’ Corti 80’ Zandegù |

| 25 agosto 1976 2ª giornata |  | – Turno di riposo LECCO |  |  |

| Arbitro: | Merlo (Bassano del Grappa) |

|                    |           |          |
| Manenti 10’ (rig.) | Marcatori | 62’ Pota |

| Arbitro: | Redini (Pisa) |

|                     |           |                 |
| Skoglund 59’ (rig.) | Marcatori | 24’ (rig.) Erba |

| 5 settembre 1976 5ª giornata |  | – Turno di riposo LECCO |  |  |

| Arbitro: | Agate (Torino) |

|             |           |  |
| Pozzoli 25’ | Marcatori |  |

Classifica finale del 13º girone di qualificazione: Lecco punti 6, Serego e Romanese punti 3.

#### Eliminazione diretta
| Arbitro: | Agate (Torino) |

|                |           |  |
| Meraviglia 50’ | Marcatori |  |

| Arbitro: | Ponzano (Alessandria) |

|                               |           |  |
| Marchi 51’ Skoglund 91’, 100’ | Marcatori |  |

| Arbitro: | Materassi (Firenze) |

|             |           |  |
| Turella 22’ | Marcatori |  |

| Arbitro: | Andreoli (Padova) |

|                       |           |  |
| Pota 74’ Skoglund 81’ | Marcatori |  |

| Arbitro: | Migliore (Salerno) |

|                     |           |             |
| D'Alessi 58’ (rig.) | Marcatori | 53’ Zandegù |

| Arbitro: | Simini (Torino) |

|                     |           |  |
| Acanfora 81’ (rig.) | Marcatori |  |

| Arbitro: | Ballerini (La Spezia) |

|  |           |                 |
|  | Marcatori | 69’ Filacchione |

| Lecco 2 giugno 1977 Semifinali - Ritorno | Lecco             | 0 – 0 | Alessandria | Stadio Mario Rigamonti\| Arbitro: \| Patrussi (Arezzo) \| |
| Arbitro:                                 | Patrussi (Arezzo) |       |             |                                                           |

| Arbitro: | Lanese (Messina) |

|                      |           |                |
| Corti 25’ Marchi 66’ | Marcatori | 88’ Paolinelli |

### Coppa Anglo-Italiana

#### Finale
| Arbitro: | Dubach |

|                                     |           |  |
| Zandegù 4’ (rig.), 32’ Galluzzo 27’ | Marcatori |  |